# Srbská Kamenice
Srbská Kamenice – gmina w Czechach, w powiecie Děčín, w kraju usteckim. Według danych z dnia 1 stycznia 2014 liczyła 246 mieszkańców.
Miejscowość stała się znana za sprawą wydarzenia określonego potem jako Katastrofa lotu Jat Yugoslav 367: 26 stycznia 1972 r. samolot  rozerwany (prawdopodobnie przez bombę) na trzy części, spadł na miasto. Katastrofę przeżyła tylko  stewardesa – Vesna Vulović.